# Анаксидам
Анаксидам (на старогръцки: Αναξίδαμος, на латински: Anaxidamus), син на Зевксидам, е 11-ият цар на Спарта от династията Еврипонтиди през 675 пр.н.е. – 635 пр.н.е. (или 645 пр.н.е. – ок. 625 пр.н.е.).
Той помага с баща си на цар Анаксандър от династията на Агидите, в боевете с въстаналите месенци. Последван е от син му Архидам I.